# Belfort-sur-Rebenty
Belfort-sur-Rebenty, auf Katalanisch und Okzitanisch „Bèlfort de Rebentin“, ist eine französische Gemeinde mit 24 Einwohnern (Stand: 1. Januar 2022) im Département Aude in der Region Okzitanien. Sie gehört zum Arrondissement Limoux und zum Kanton La Haute-Vallée de l’Aude.
Nachbargemeinden sind Belvis im Norden, Joucou im Osten, Rodome im Südosten, Galinagues im Süden und Espezel im Westen.

## Bevölkerungsentwicklung
| Jahr      | 1962 | 1968 | 1975 | 1982 | 1990 | 1999 | 2008 | 2015 |
| --------- | ---- | ---- | ---- | ---- | ---- | ---- | ---- | ---- |
| Einwohner | 85   | 66   | 52   | 42   | 40   | 37   | 40   | 34   |